# Abl

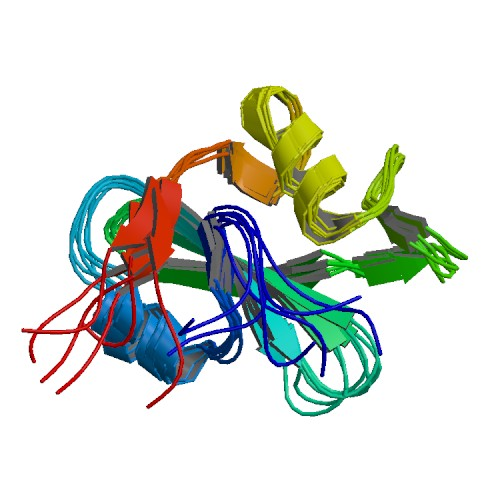
kinaza ABL1

Abl, ABL1 (ang. V-abl Abelson murine leukemia viral oncogene homolog 1) – ludzkie białko kodowane przez gen ABL1 położony na chromosomie 9, będący proonkogenem.

## Funkcja
Proonkogen ABL1 cytoplazmatyczne i jądrowe białko o aktywności kinazy tyrozynowej (przenosi resztę fosforanową na grupę hydroksylową reszty tyrozyny). Jest ono zaangażowane w procesy różnicowania się i podziałów komórkowych, a także adhezji i reakcji na czynniki stresowe. Aktywność enzymu jest regulowana negatywnie przez domenę SH3. W przypadku delecji fragmentu odpowiadającego za tę właśnie domenę wyjściowy protoonkogen zmienia się w onkogen. Np. translokacja t(9;22) prowadzi do fuzji ABL1 i regionu BCR chromosomu 22. Powstały w ten sposób gen fuzyjny spotyka się w białaczkach, głównie przewlekłej białaczce szpikowej (CML). Wszechobecna kinaza ABL1 jest regulowana przez fosforylację związaną z CDC2. Sugeruje to, że Abl pełni funkcję w cyklu komórkowym.
Transkrypt mRNA dla genu ABL1 ma wielkość 6 albo 7 kb, zależnie od alternatywnego splicingu pierwszego eksonu.

## Aspekt kliniczny

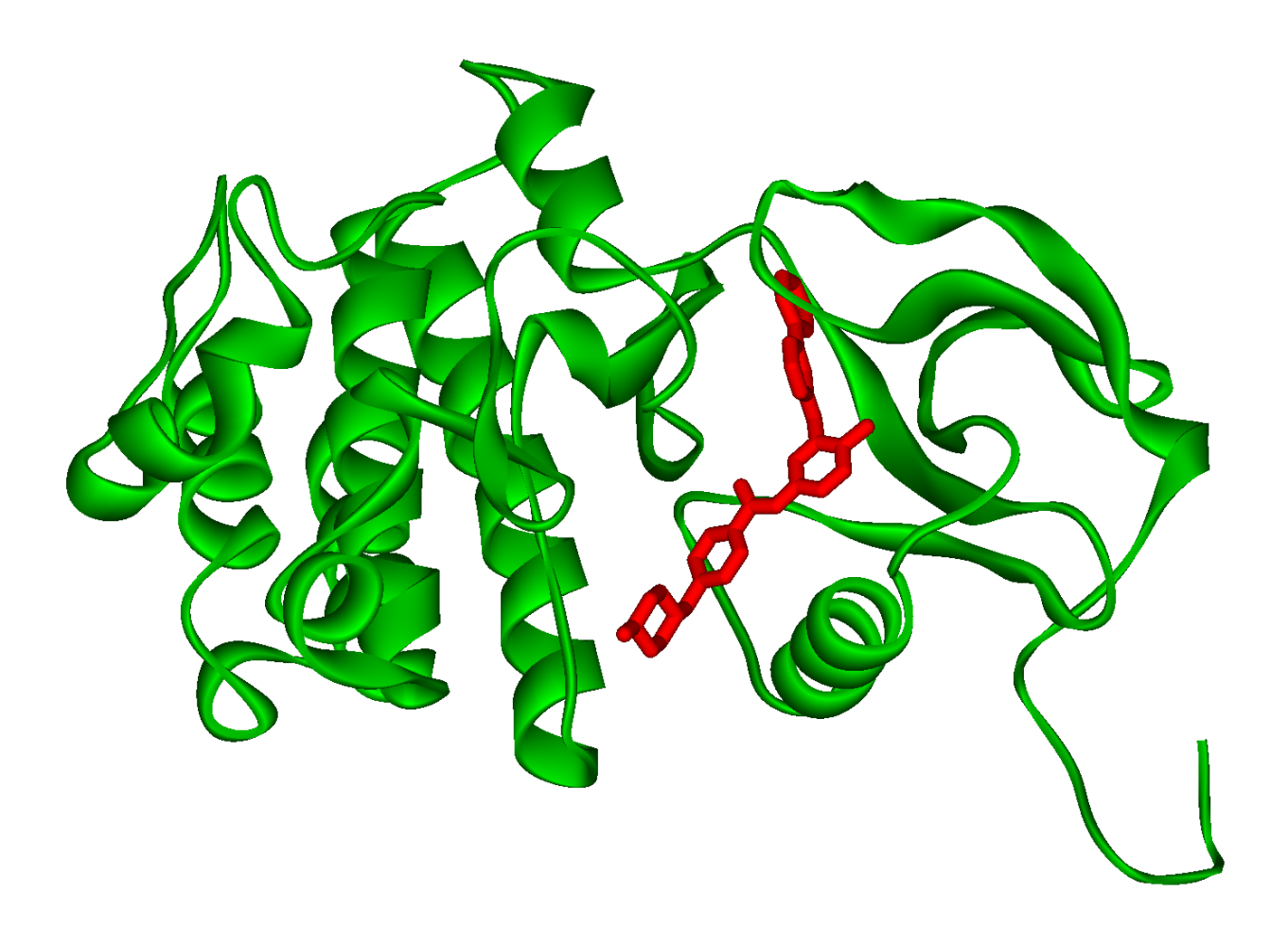
Diagram wstążkowy kinazy bcr-abl (zielony) w kompleksie z cząsteczką imatinibu (czerwony)

Mutacje genu ABL1 powiązać można z CML. Translokacja z udziałem chromosomu 22 skutkuje aktywacją, albowiem nowo powstały gen fuzyjny BCR-ABL koduje kinazę cytoplazmatyczną o nieregulowanej aktywności. Fosforyluje ona mediatory odpowiedzialne za regulację cyklu komórkowego. Pozwala to na niekontrolowaną przez cytokiny proliferację komórek, co jest cechą komórek nowotworowych, a skutkuje zespołem mielopoliferacyjnym.
W przypadku wspomnianej translokacji zwykle mamy do czynienia z chromosomem Philadelphia, charakterystyczną nieprawidłowością stwierdzaną w kariotypie w przewlekłej białaczce szpikowej, a rzadko w innych białaczkach.
Obecnie w kuracji głównie CML stosuje się inhibitory tej kinazy, jak imatinib, wiążący się z jedną z domen i uniemożliwiający wpływ kinazy BCR-ABL na cykl komórkowy.